# Pierre Bost
Pierre Bost (Lasalle, 5 settembre 1901 – Parigi, 6 dicembre 1975) è stato uno scrittore, sceneggiatore e giornalista francese.

## Biografia
Figlio di un pastore, trascorse la sua infanzia a Le Havre. Formatosi al Lycée Henri-IV, ebbe come insegnante Alain. 

### L'uomo di lettere
Romanziere, giornalista e drammaturgo, Pierre Bost debuttò al Théâtre du Vieux-Colombier con una commedia, L'Imbécile, per dedicarsi in seguito alla stesura di romanzi. Scrisse varie opere, pubblicate da Gallimard, tra le quali i romanzi Le scandale, che ottenne il Prix Interallié, Porte malheur e il saggio Un an dans un tiroir.

### Lo sceneggiatore
Agli inizi degli anni quaranta, divenne sceneggiatore scrivendo un numero considerevole di film, spesso in collaborazione con Jean Aurenche. Tra i film più celebri, si ricordano Il diavolo in corpo, La traversata di Parigi, La giumenta verde, ecc. Nel 1954, la coppia Aurenche e Bost fu oggetto di critiche, sui Cahiers du cinéma, da parte di François Truffaut. Nel corso degli anni sessanta, il loro lavoro fu posto in ombra dall'avvento della Nouvelle Vague. Jean Aurenche e Pierre Bost si imposero nuovamente sulla scena cinematografica negli anni settanta quando scrissero due film per Bertrand Tavernier: L'orologiaio di Saint-Paul e Il giudice e l'assassino.

### Il successo postumo
Negli anni ottanta, Bertrand Tavernier traspose il romanzo di Bost Monsieur Ladmiral va bientôt mourir con il titolo Una domenica in campagna. Il film riportò un grande successo, in particolare al Festival di Cannes e agli Oscar.

## Filmografia

### Sceneggiatore
(elenco parziale)
- Il diavolo in corpo (Le diable au corps), regia di Claude Autant-Lara (1947)
- Le mura di Malapaga (Au-delà des grilles), regia di René Clément (1949)
- Giochi proibiti (Jeux interdits), regia di René Clément (1952)
- La voce del silenzio, regia di Georg Wilhelm Pabst (1953)
- La traversata di Parigi (La Traversée de Paris), regia di Claude Autant-Lara (1956)
- La giumenta verde (La jument verte), regia di Claude Autant-Lara (1959)
- L'appuntamento (Le Rendez-vous), regia di Jean Delannoy (1961)

## Opere
(elenco parziale)
- Hercule et mademoiselle, Paris, Éditions Gallimard, 1924.
- L'imbécile, Paris, Éditions Gallimard, 1924.
- Prétextat, Paris, Éditions Gallimard, 1925.
- Voyage de l'esclave, Paris, Éditions Marcelle Lesage, 1926.
- Crise de croissance, Paris, Éditions Gallimard, 1926.
- À la porte, Paris, Au sans pareil, 1927.
- Faillite, Paris, Éditions Gallimard, 1928.
- Anaïs, Paris, Éditions Gallimard, 1930.

### Traduzioni in italiano
- Pierre Bost, Sullo sgabello del bar, traduzione di Maria Martone, Torino, Le Grandi Firme, 1929.
- Pierre Bost, Anna Boine, Milano, Lo specchio oscuro, 1991.